# Cerkiew Świętego Łukasza w Kotorze
Cerkiew Świętego Łukasza (srb./czrng. Crkva Svetog Luke, Црква Светог Луке) – prawosławna cerkiew znajdująca się na Starym Mieście w Kotorze w Czarnogórze.

Schemat świątyni

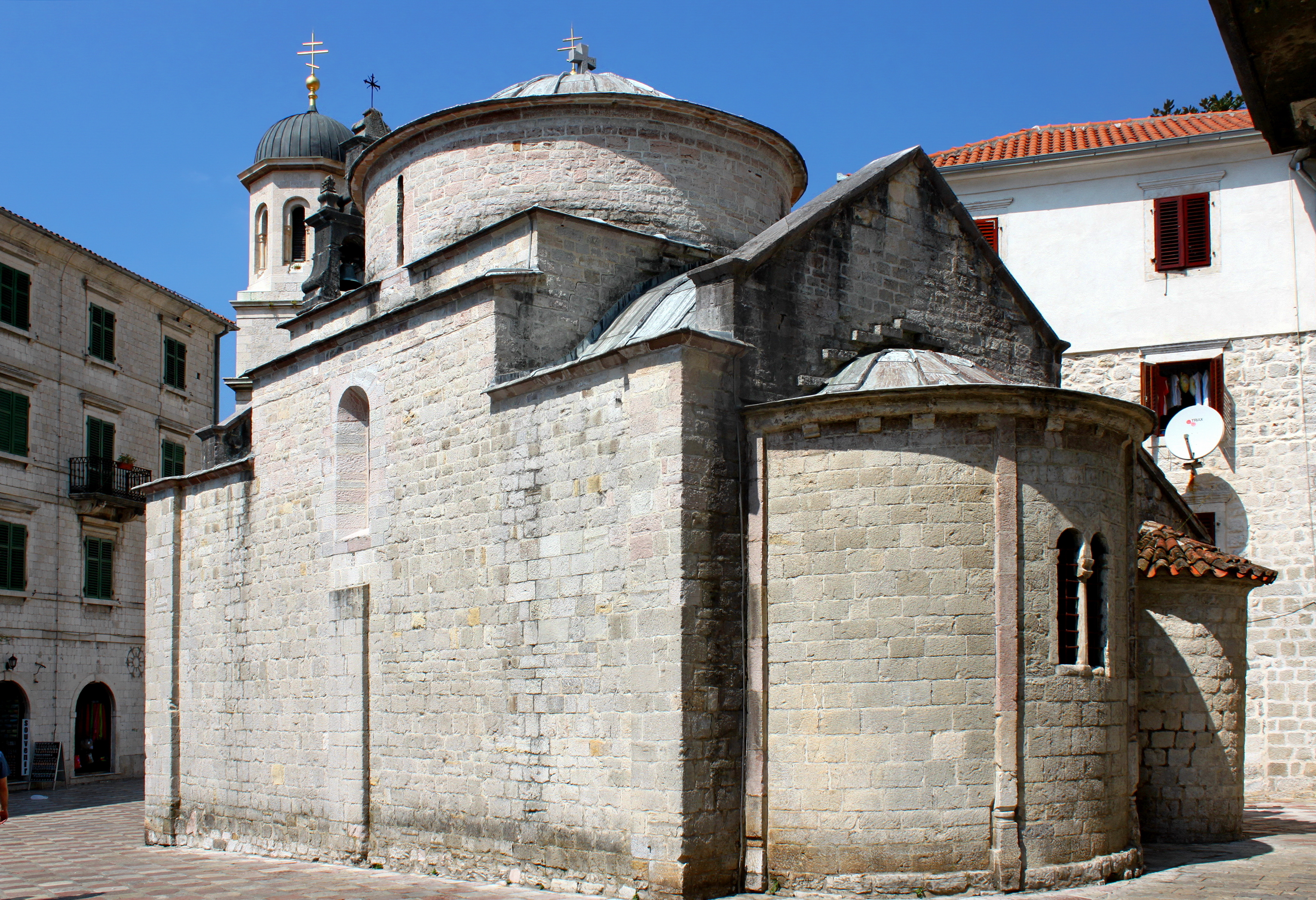
Cerkiew od płd.-wsch. z widoczną półokrągłą apsydą

Świątynia została zbudowana w 1195 w czasie, gdy Czarnogóra była pod panowaniem władcy serbskiego Stefana Nemanii i jego syna Vukana. Wmurowana marmurowa tablica z łacińskim napisem potwierdza, iż została ufundowana przez Mavro Kacafrangi i jego żonę Bonę. Do połowy XVII wieku świątynia była kościołem katolickim. Mimo przekazania go prawosławnym wiernym, do 1812 znajdował się w nim ołtarz katolicki. Przez długi czas były tu odprawiane nabożeństwa obu obrządków. To jedyna chrześcijańska świątynia w mieście, która nie poniosła znaczniejszych strat w czasie trzęsienia ziemi w 1979 roku.
Romańsko-bizantyńska budowla jest świątynią jednonawową z kopułą na okrągłym bębnie, od wschodu zakończona półokrągłą apsydą. Jej frontową fasadę wieńczy barokowa dzwonnica. W 2. połowie XVIII w. do ówczesnej północnej części dobudowano kaplicę św. Spirydona. Świątynię pierwotnie zdobiły freski, z których do dziś nieznaczna część pozostała. Najstarsze pochodzą z przełomu XII i XIII w. i widnieją na południowej ścianie. Przedstawiają one trójkę świętych: św. Katarzynę, św. Sylwestra i św. Barbarę. Dwa ikonostasy pochodzą z XVIII wieku. Posadzka w cerkwi została wykonana z płyt nagrobnych zmarłych mieszkańców Kotoru, bowiem aż do 1930, pochówki odbywały się w samym kościele.